# Histoire du football en France
 (juillet 2023).
Si vous disposez d'ouvrages ou d'articles de référence ou si vous connaissez des sites web de qualité traitant du thème abordé ici, merci de compléter l'article en donnant les références utiles à sa vérifiabilité et en les liant à la section « Notes et références ».
 (juillet 2023).
Cet article retrace l’histoire du football en France, depuis ses débuts vers 1880 jusqu'à la période actuelle.

## Histoire du football en France

### Genèse: les Anglais de France (1810-1914)

#### Début au nord d'une ligne Caen-Paris-Laon (fin duXIXesiècle)
Inventé par les Britanniques, le football codifié à Londres en 1863 est d'abord pratiqué en France au nord d'une ligne Caen - Paris - Laon, principalement en milieu scolaire. L'un des premiers cas est signalé en décembre 1867 dans un article du Monde illustré qui mentionne la pratique à l'institution internationale de Chatou, banlieue ouest de Paris, sur l'initiative d'élèves du collège international de Londres. Dès les années 1880, le football est l'un des jeux préférés des écoliers et lycéens. Contrairement à ce que l'on pourrait croire, ce ne sont que très rarement les professeurs de gymnastique qui introduisent le jeu dans les cours de récréation. Les professeurs d'anglais, en revanche, rapportent ballons et règles du jeu de leurs voyages linguistiques au Royaume-Uni.
Parallèlement à cette introduction en milieu scolaire, quelques Anglais font démonstration de leur sport au cours de rencontres qui marquent parfois longtemps les mémoires. Ainsi, les ports et les villes de passage connaissent ces rencontres précoces. Les Français sont rarement conviés à jouer et les Anglais repartent toujours avec leur ballon. Les retombées locales sur la diffusion du jeu sont quasi nulles.
Le football s'organisant rapidement en Angleterre, le professionnalisme s'y impose dès 1885 et la France ne peut rester longtemps à l'écart de ce nouveau phénomène. D'autant qu'un large mouvement très anglophile marquant la bourgeoisie depuis le Second Empire aide activement à l'introduction en France de la pratique sportive (aviron, athlétisme…). Toutefois, ces premiers sportifs français sont exclusivement recrutés parmi les meilleures familles du pays. La pratique du sport est alors perçue comme une forme de privilège. Or le professionnalisme bouleverse les habitudes de cette élite guindée. Ainsi, en 1914, l'Angleterre compte plus de 400 clubs professionnels et 6 000 joueurs opèrent sous ce statut. 4 740 sont même syndiqués.
L'opposition très farouche des dirigeants du sport français face à ces dérives britanniques pèse très lourdement sur l'expansion du football en France. L'Union des sociétés françaises de sports athlétiques (USFSA), fédération omnisports fondée en 1887, a vocation à gérer l'ensemble du sport français. Le football est clairement boycotté par l'USFSA en raison de la peur panique du professionnalisme, des transferts et des paris (perçus alors en France comme le pire des défauts anglais) que génère ce sport outre-Manche. En revanche, le premier championnat de France USFSA de « football-rugby » a lieu dès 1891. Plusieurs dizaines de formations de rugby sont alors recensées à Paris, surtout en milieu scolaire.
Le 12 décembre 1888, se tient au Bois de Boulogne (Paris) en présence du président de la République, Sadi Carnot, un match opposant deux équipes de l'Association athlétique des élèves de l'école de Monge, fondée un mois plus tôt.

#### Premier championnat à Paris (1894-1895)
L'USFSA se rend compte que, si elle n'intervient pas, l'association risque de s'organiser hors de son contrôle. Prenant les devants, elle promet l'institution d'une épreuve. C'est alors que les sociétés qui ne le sont pas demandent à être reconnus officiellement par l'Union. Le 9 janvier 1894, l'Union décide la mise en place d'une commission composée de dirigeants de clubs parisiens gérant le seul football-association. Le bulletin officiel de l'USFSA publie désormais des comptes rendus plus complet.
Un an après la première, le club anglais de Marylebone FC fait une seconde visite en France, accompagné du Belzice FC. La veille de Pâques, une sélection des meilleurs des deux clubs londoniens est opposée aux meilleurs éléments réunis du Club français, du Standard et des White Rovers. Les Français ne s’inclinent que 2-1, c'est Charles Bernat aidé par Fraysse qui marque le seul but parisien.

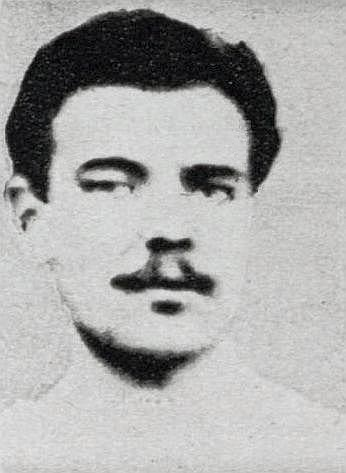
L'anglais Alfred A. Tunmer, champion de France 1894 et 1895 avec son frère au Standart AC (puis avec le RCF champion de France du 1500 mètres 1897 et de cross-country 1898).

Respectant sa promesse, l'USFSA organise une compétition qu'elle désigne sous le terme de championnat, bien qu'il s'agisse d'un tournoi sous forme de coupe. Six clubs s'y engagent : le Club français, le Standard, les White Rovers, l'International AC et le CP Asnières, le CA Neuilly. Pour le premier Championnat de France de football USFSA, la finale oppose les deux onze britanniques. Après un premier match nul (2-2), il est décidé de rejouer le match plutôt que de le poursuivre. La rencontre rejouée le 5 mai 1894 voit le Standard s'imposer 2-0, et devenir ainsi le 1er Champion de France de l'histoire.
Le football-association grandit au cours de la saison 1894-1895. À Paris, trois nouvelles sociétés sont formées et prétendent se mesurer aux participants du premier championnat. Il s'agit de deux équipes françaises FC Levallois, Paris Star et une anglaise le United Sport Club. En janvier 1895, le Club français effectue un déplacement au Havre pour y affronter l'Union sportive du lycée de la ville, vainqueur du lendit de Caen, qu'il bat 1 but à 0. Dans la capitale, le football trouve au centre des vélodromes des enceintes pouvant accueillir un assez grand nombre de spectateurs. Le Standard s'installe dans le nouveau Vélodrome de la Seine qui compte 15 000 places, il fait payer les entrées 50 centimes de franc-or lors de la réception des White Rovers qu'il bat par 4 ou 5 buts d'écart. Quelques équipes secondes commencent à être constituées au sein des premières sociétés parisiennes. De plus, des sociétés naissent partout en France. Le Havre AC affronte le Blue Star, nouvelle équipe havraise. De nombreuses formations scolaires voient le jour dans le Nord notamment à Valenciennes, Arras et Condé. Une première rencontre a lieu à Bordeaux entre le Stade bordelais et le Stade athlétique, le premier l'emporte 4-2 avec sept Britanniques en son sein. Dans la capitale, le Folkstone FC, équipe anglaise vainqueur de la Coupe du comté de Kent, vient faire un match contre une sélection parisienne. L'équipe française comprend les locaux Charles Bernat et Eugène Fraysse. Les choses sont prises au sérieux avec un match d'entraînement contre le Standard le 17 février 1895. Le « match international » a lieu au Vélodrome de la Seine et les prix des places sont fixés (1F, 2f et 5F). Devant 1 500 spectateurs et sans une domination écrasante, les visiteurs s'imposent 3-0.
Pour le championnat 1895, les engagements doivent au siège de l'USFSA accompagné d'un droit de 5F. Huit clubs sont inscrits à l'épreuve. Après tirage au sort, tout le calendrier est arrêté d'avance et les arbitres déterminés jusqu'à la finale. Le FC Levallois, le Paris Star et le United SC sont les nouveaux participants et ne passent pas le premier tour. Lors du quatrième match, le Stade de Neuilly (nouveau nom du CANS) l'emporte 2-1 face au CP Asnières qui porte réclamation, la première de l'histoire. Motif : la seconde période aurait dépassé le temps réglementaire. Mais les Asniérois sont déboutés. Le 24 mars 1895, la finale met à nouveau aux prises les deux formations britanniques et c'est le Standard qui devient champion de France pour la seconde fois (3-1). Les vainqueurs n’apprennent que le 7 mai, le don d'une coupe en argent massif d'une valeur de 1 250 francs-or pour le champion par M. James Gordon Bennett junior, directeur du New York Herald. Le trophée doit être remis en jeu chaque année avec certaines conditions : les matchs devront toujours se jouer à Paris, si un club de province la remporte c'est l'USFSA qui en a la garde et si les clubs anglais ou américains sont exclus, la Coupe revient à son donateur.
Le 11 avril 1895, une sélection parisienne composée d'un seul non-britannique, fait le voyage en Angleterre pour y disputer trois rencontres et autant de défaite. L'une face à Folkstone devant 5 000 personnes (8-0), la seconde à Londres (11-0) et la dernière à Maidenhead (3-0). L'« association » se développe lentement dans la région parisienne. Le Bois de Vincennes accueille le Paris Star mais également l'« Union athlétique du Ier arrondissement ». D'autres clubs naissent à Sèvres, Passy et Suresnes. Quelques élèves de la capitale, dont certains s'adonnent au ballon ovale, se mettent à apprendre l'« association ».
L'USFSA n'a pas le monopole des jeux athlétiques. Quelques patronages catholiques pratique l'« association » à partir de 1895 comme l'Étoile des Deux Lacs,.

#### Multiplications des compétitions (1896-1900)

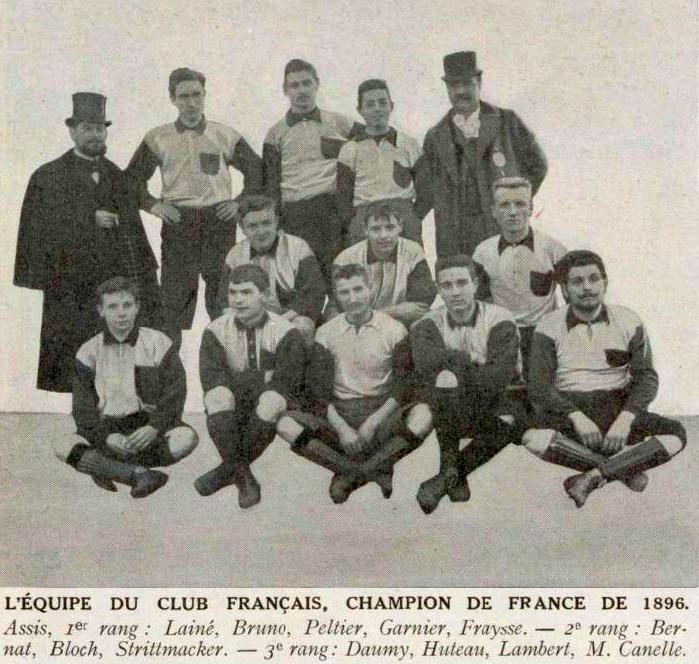
Le Club français, champion de France en 1896.

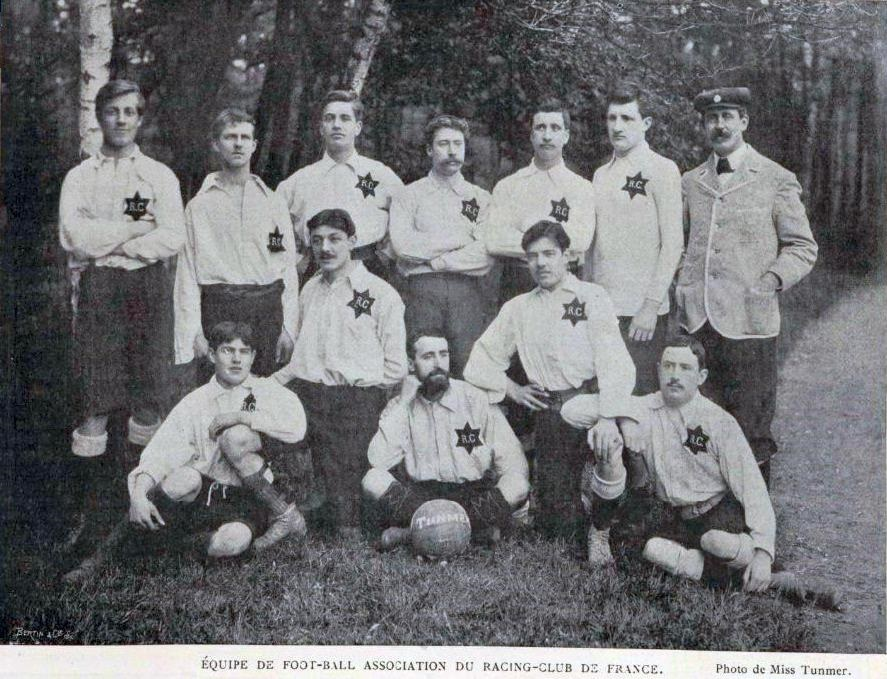
Le Racing Club de France en juillet 1897.

1896 est l'année des rencontres franco-belges et de la modification du format de championnat. L'United Sport se rend le 6 janvier à Bruxelles pour y affronter le Racing Club sur la pelouse intérieure du vélodrome de la ville (défaite 1-0). Le Club français fait le déplacement à son tour et bat successivement le SC Bruxelles (3-2) et le Antwerp FC (4-3) les 12 et 18 février. Le jour du second match, une rencontre a lieu entre gentlemen anglais, sur son terrain de Sanvic, Le Havre AC bat le Standard (4-0). Le SC Neuilly prend aussi le chemin de la Belgique et triomphe à Bruges le 6 mars (2-1). Les Bruxellois viennent à Paris en avril prendre leur revanche sur United et Neuilly. Cette année 1896 marque surtout la transformation de l'épreuve de l'USFSA en véritable championnat. C'est à l'instigation des Britanniques qu'est adopté le système, inspiré par celui de la Football League d'Angleterre, donnant lieu à un classement des équipes par addition de points. Toutefois, les matchs retour ne sont pas prévus et chaque partie a lieu sur terrain neutre. Ce championnat se déroule du 12 janvier au 31 mars 1896. Neuf clubs s'inscrivent, ceux de la saison précédente auxquels se joint l'« UA 1er arrondissement ». Les ténors font la loi, la lutte est serrée entre White Rovers, Club français et Standard. Le CF prend la tête, après une victoire le 23 février sur les Rovers (4-1), ne la lâche pas et est sacré champion le 11 avril.
Pour la saison 1897, c'est plus d'une douzaine de sociétés qui créent des équipes d'associations à Paris et en banlieue dont trois principales : l'Association sportive française, le Racing Club de France et la Nationale de Saint-Mandé. Dans le Nord apparait le Racing Club de Roubaix, celui-ci reçoit le RC de France le 6 février 1897 au vélodrome de la ville. Quinze jours plus tard, le match retour a lieu sur le terrain de la place Coulonge à Levallois pour une seconde victoire des Nordistes (3-1). Le championnat 1897 se joue toujours à neuf, le Racing CF remplaçant le SC Neuilly, dissous. La lutte se circonscrit entre les trois clubs vedettes : le Club français se laisse distancer par ses rivaux, les White Rovers et le Standard qui finissent à égalité de point. Comme aucune différence de but n'est prévu dans le réglementent, un match de barrage a lieu. La finale est arbitrée par le capitaine Simpson du Royal Fusilers, venu spécialement de Londres. C'est le 11 avril que mille personnes, la plupart anglaises, viennent assister à cette joute britannique où le Standard remporte la Coupe Gordon Benett.
Le nombre de participants progressant, l'USFSA met sur pied un championnat pour les équipes réserves, qui porte le nom de son donateur : M. Lucensky, directeur du « Journal des sports ». Cette même année, le Paris Star initie l'organisation d'une coupe nationale réservée aux clubs n'alignant pas plus de trois joueurs étrangers, la Coupe Manier, du nom du président du club. Trois clubs seulement s'y engage : le Havre AC, le Club français et le club fondateur ; pour une compétition en deux parties. Le Club français élimine premièrement le Paris Star (8-1), puis conquis le titre le 25 avril 1897 en battant le HAC (5-3).
En 1897, la Coupe Dewar est créée, elle est ouverte à tous sans restriction.
En 1898, le « football-association » s'ouvre au plus grand nombre. Devant le nombre de candidatures, l'USFSA constitue trois séries (divisions) : une composée les six premières sociétés classées en championnat la saison précédente, puis des deux autres équipes accompagnées de six nouvelles sociétés, la troisième série groupe dix clubs néophytes dont le Red Star. Pour le challenge Lucensky, deux séries sont formées. Le 3 avril 1898, on assiste à un nouveau match de barrage entre Club français et Standard, à égalité en tête du classement au terme du championnat. Les Anglais conservent leur titre, le quatrième en cinq éditions. La Coupe Manier se joue à cinq cette année-là et est remportée par le Racing Club de France.

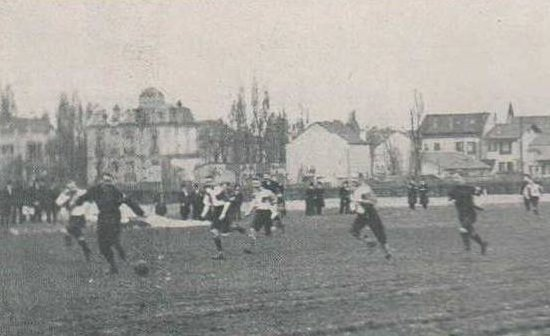
Match de football White-Rovers - Allemagne, au bois de Vincennes en 1898

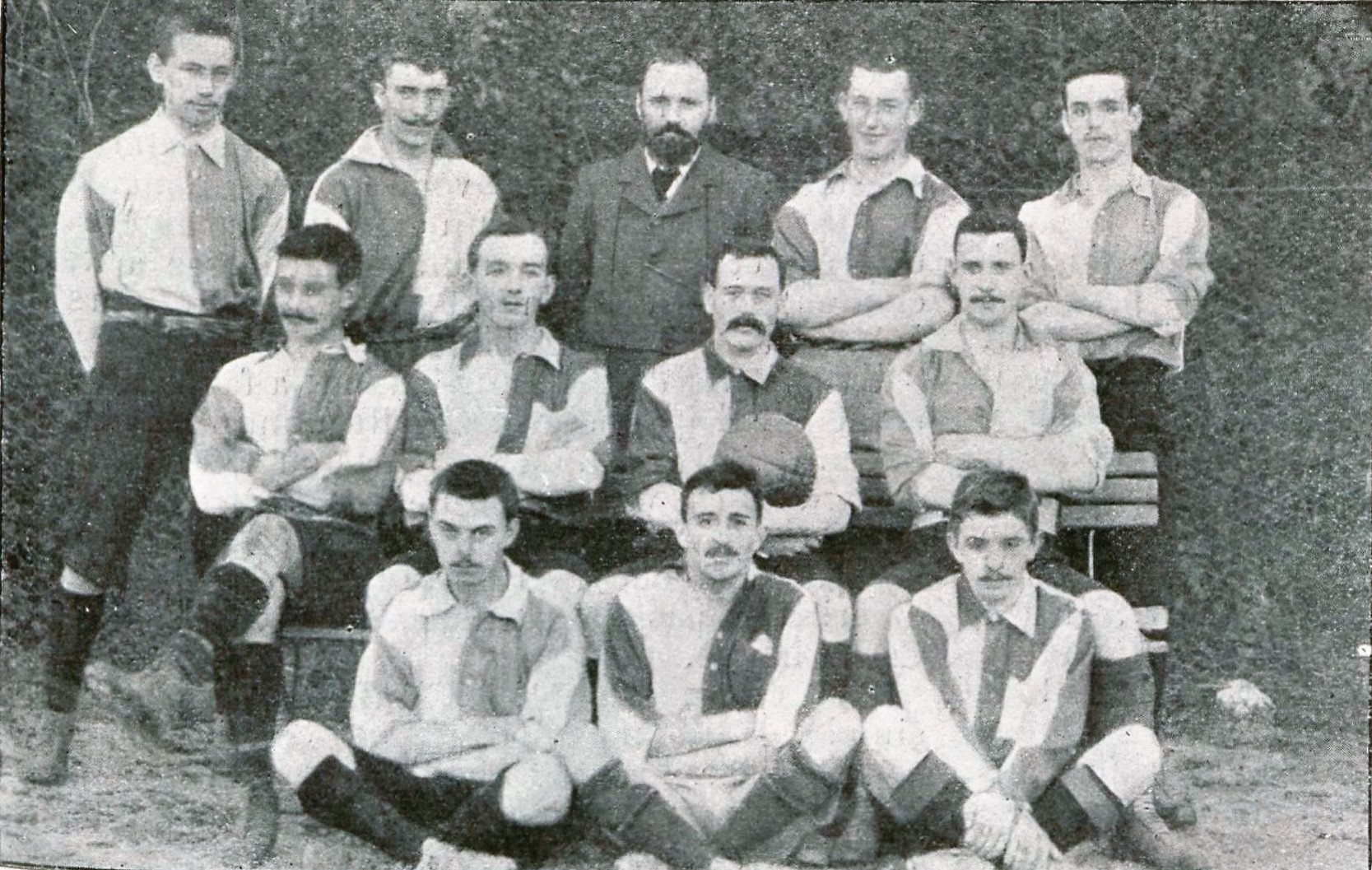
L'équipe du Havre AC en 1899.

Dans le Nord, le SC Tourcaing lance un premier tournoi international et accueille le RC Roubaix, l'US Calais et les Belges du Léopold FC. L'USFSA fonde un comité régional nordiste et fait disputer un championnat. L'Iris Club lillois termine en tête devant le RC Roubaix. Le rugby, déjà installé dans le Midi, y laisse pénétrer lentement le football. L'« Union sportive phocéenne » est une des premières sociétés à le pratiquer à Marseille. Elle joue en 1898 contre l'équipage du bateau à vapeur britannique Clyde qui l'emporte 2-0. Rapidement, le « Sporting Club marseillais » se met en adversaire, battu le 19 mars 1898 au parc Borély. Dans le Sud-Ouest, cinq clubs se disputent une compétition. « Burdiglia » la remporte devant le Stade bordelais, le « Racing », Jeune sport et les Sports athlétiques bordelais. En avril, le Stade olympique des étudiants de Toulouse bat les SA toulousains par 3 buts à 0. Toutes ces sociétés pratiquent jusqu'ici le seul rugby.
En 1899, Club français et Standard finissent pour la seconde fois consécutive premiers ex-aequo de la première série de Paris. Le Club bat cette fois les Standardmen et remporte la Coupe Gordon Benett. L'USFSA déclare alors que le championnat doit s'ouvrir à la province mais seul le Nord et la Normandie répondent à l'appel. Le Havre AC et l'Iris Club lillois sont invités à se rencontrer au vélodrome du Parc des Princes, le vainqueur devant disputer la finale contre le représentant de la capitale. Mais faute de ballon puis de terrain disponible, le match est finalement fixé à Amiens où l'Iris ne peut se rendre. Le HAC se retrouve qualifié par forfait et s'apprête à disputer le titre au Club français. Malgré les protestations du club parisien, l'USFSA entend faire respecter sa décision. Mais le « Club » reste sur sa position et la finale n'a pas lieu, le HAC est champion de France son avoir joué un seul match.
La saison suivante, les deux mêmes finalistes se qualifient. Le Club français accepte cette fois la confrontation. Le Havre vient d'être sacré premier champion de Normandie et s'impose en finale nationale, légitimant de façon éclatante l'entrée des clubs de province à la table des « grands ». Dans la foulée, les Havrais enlèvent le Challenge International réunissant principalement des clubs belges et français, en battant en finale le Club français, 3-2.

#### Croissance tumultueuse (1900-1907)
Le Havre AC, donc, mais aussi le Racing Club de Roubaix, s'avèrent alors de coriaces adversaires face à l'armada des clubs parisiens. Ces clubs sont encore issus de la zone originelle du football français. Il faut en effet attendre les premières années du XXe siècle pour voir le football partir à l'assaut de l'Hexagone. Les clubs fleurissent alors aux quatre coins du pays et des sections football sont créées dans des clubs sportifs existants. Les ligues régionales de l'USFSA se constituent et le football devient un phénomène national. Ainsi, le 26 janvier 1902, l'hebdomadaire La Vie au grand air concède que le football mérite le titre de sport athlétique autant que le rugby tout en faisant remarquer qu'il est encore bien moins connu. On passe ainsi de quatre régions désignant un champion (Paris depuis 1894, Nord depuis 1898 et Normandie et Basse-Normandie depuis 1900) en 1902 à treize dès 1904.

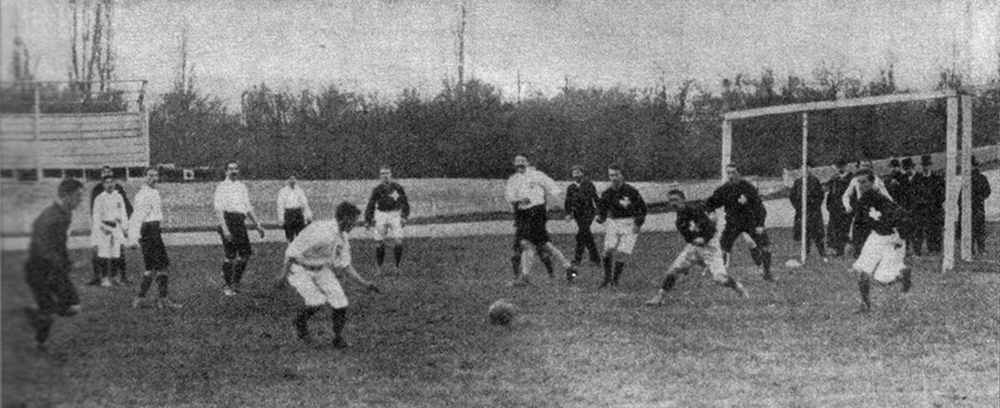
Le match France-Suisse en 1905 au Parc des Princes, est le deuxième match de l'histoire de l'équipe de France.

L'année 1904 marque la fondation à Paris de la Fédération internationale de football association (FIFA) malgré le refus britannique. Une de ses pierres angulaires est de ne reconnaître qu'une fédération par pays. C'est l'USFSA qui reçoit son investiture pour gérer seule le football en France, ce qui marque le point culminant de son influence.
L'équipe de France est fondée de fait en 1904 par la création de la FIFA. Notons toutefois les cinq matches internationaux disputés par la sélection USFSA face à la Belgique et l'Angleterre amateurs entre 1900 et 1904 avec une victoire française en 1900 contre la Belgique (6-2) et quatre défaites contre l'Angleterre amateurs (1900: 4-0, 1903: 8-0, 1904: 6-1 et 11-4).

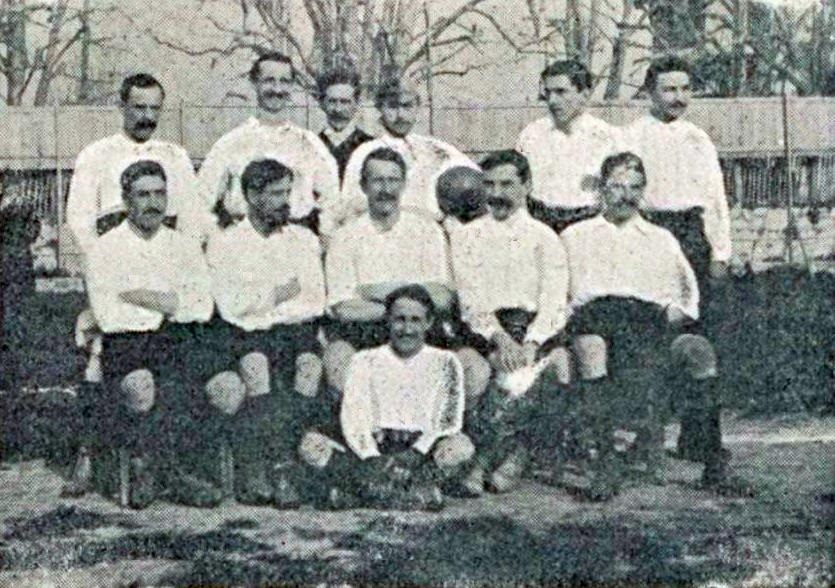
L'Olympique de Marseille, en mars 1904.

Prisonnier de son environnement (en 1905, la loi de séparation des Églises et de l'État marque le summum de la guerre froide religieuse qui divise alors le pays), le football connaît un changement d'orientation majeure en 1905 avec la montée en puissance de la Fédération gymnastique et sportive des patronages de France (FGSPF) fondée en 1898. Sous l'impulsion du Dr Michaux, Charles Simon et Henri Delaunay, cette fédération regroupant les clubs sportifs mis en place au sein des patronages catholiques, décide de faire du football le sport référence. L'Étoile des deux lacs, le Patronage Olier, les Bons Gars de Bordeaux ou l'Association de la jeunesse auxerroise, sont les principaux animateurs des compétitions entre patronages. Le football est le sport qui monte et l'USFSA tente encore d'en limiter l'expansion ; la FGSPF en profite pour attirer à elle toute une jeunesse avide de jouer, provoquant par contrecoup la réplique des clubs laïcs qui ne tiennent pas à abandonner aux seuls patronages le monopole du football.
En 1906, la Fédération cycliste et athlétique de France, dissidente de l'Union vélocipédique de France, doit mettre en place un championnat de France de Football, les clubs qui la composent accueillant désormais majoritairement une section football.
D'autres ligues voient le jour à Paris (la Fédération des sociétés athlétiques de France (FSAF) qui admet des clubs « pros » dès 1897!) ou en Province (FASO dans le Sud-Ouest, entre autres). Citons l'Union des sports de France, champion pro 1897, 1898 et 1899 ou l'Union athlétique batignolaise, champion pro de 1902 à 1905. Ces ligues professionnelles étaient évidemment dénigrées par les sportsmen typiques de la Belle Époque. Ces championnats pros de l'époque héroïque connurent toutefois un remarquable succès populaire à Paris et bénéficiaient d'une couverture importante dans la presse. L'étude de ces compétitions aujourd'hui totalement tombées dans l'oubli reste à faire. Il est vrai que la FFFA des années 1920 fit tout pour en effacer le souvenir au nom de sa croisade anti-pro… Cette explosion du football français est très profitable à sa diffusion. Dès la saison 1905-1906, le football compte plus de 300 équipes pour quelque 3 850 joueurs alors que le rugby ne recense que 141 équipes et 2 115 joueurs.

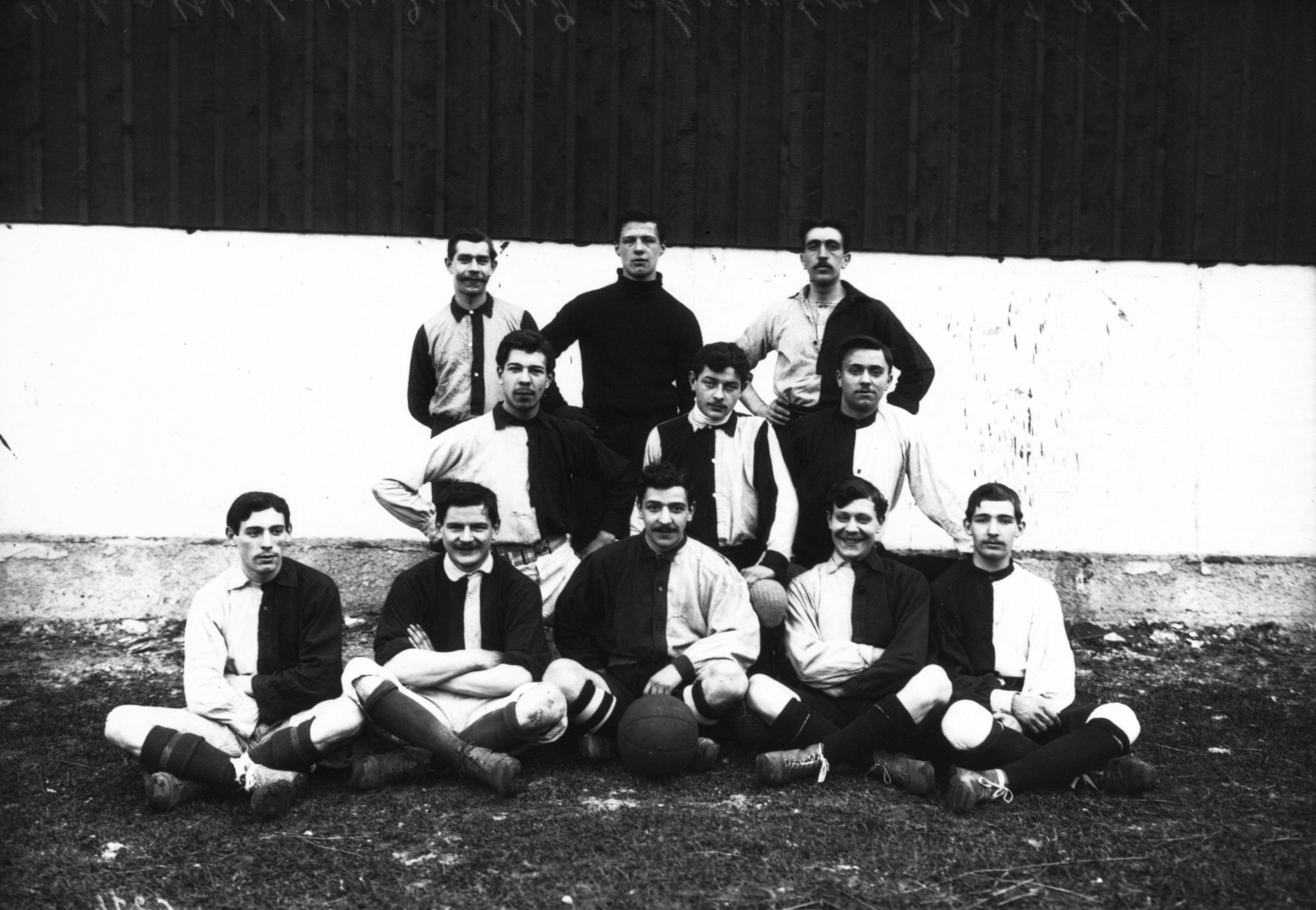
Le Club Athlétique du Sud en 1907

Sur la scène internationale, la position de l'USFSA se fragilise. L'Union claque même la porte de la FIFA en juin 1908. L'Union avait choisi de soutenir la candidature de la fédération dissidente anglaise (Amateur Football Association) dont le cheval de bataille était l'abolition du professionnalisme. L'omnipotente FA, membre à contrecœur de la FIFA depuis 1905, obtint aisément l'appui des autres membres (Bohème exceptée).

#### Vers l'unification (1907-1914)
Devant ce développement anarchique, une première tentative d'union est testée avec la fondation du Comité français interfédéral par Charles Simon le 23 mars 1907.  Groupant plusieurs fédérations, le CFI est admis en 1908 à la FIFA comme représentant de la France, au grand désespoir des dirigeants de l'USFSA, qui dépose  de multiples recours (la décision devient définitive en mai 1910). Le CFI prend alors un ascendant déterminant sur l'Union. 
En 1907 a lieu le premier Trophée de France, organisé par le CFI et qui oppose en fin de saison les champions des différentes ligues. L'USFSA se refuse à y prendre part. Certains clubs parisiens de l'Union se lassent alors de l'attitude bornée de leur fédération. En 1910, la Ligue de football association (LFA) est lancée par des clubs dissidents de l'USFSA comme le Red Star (Jules Rimet, président-fondateur) et le Cercle athlétique de Paris. La LFA adhère évidemment au CFI.
L'équipe de France connaît des résultats très chaotiques, en grande partie en raison de ces querelles ne permettant pas d'aligner les meilleurs joueurs du pays. Ainsi, un classement publié le 25 décembre 1909 par le bi-hebdomadaire Football et sports athlétiques place la France au 6e rang des nations continentales derrière le Danemark, la Bohème, la Hollande, la Belgique, l'Allemagne, et à égalité avec la Suisse. Le journaliste précise que l'Italie, l'Espagne et le Luxembourg ne sont pas classés car « le sport de ballon rond n'est encore qu'à l'état embryonnaire ».
Les Britanniques restent évidemment les rois du jeu et exportent leur dernière innovation : l'entraîneur. Ce nouveau maillon essentiel de la vie d'un club, interface entre l'équipe et son « propriétaire », responsable des entraînements, de la composition de l'équipe et des choix tactiques, dépossède le capitaine d'une grande partie de ses attributions et de son prestige. Dans leur grande majorité, les clubs français attendront toutefois l'entre-deux-guerres et parfois même les années 1950 pour se doter d'un entraîneur. On notera, jusqu'à la Seconde Guerre mondiale, un fort contingent d'entraîneurs britanniques recrutés par les clubs de l'Hexagone.

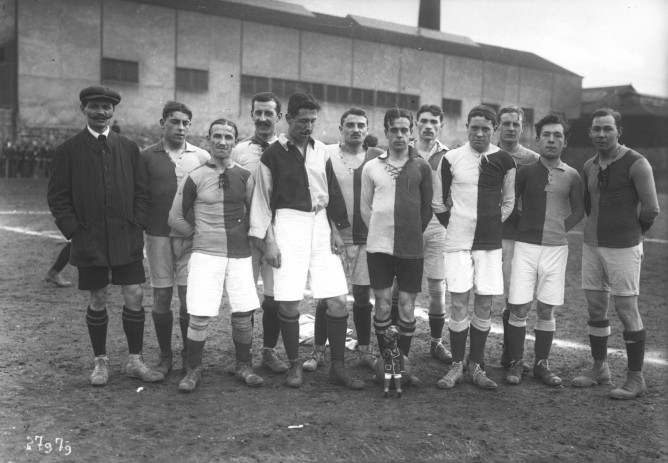
L'équipe du Havre Athletic Club en 1913, au tournoi international de Pâques à Saint-Ouen.

Associations de fait, reconnus par le préfet puis par une fédération, les clubs de football les plus anciens profitèrent à plein de l'adoption, en 1901, de la loi sur les associations à but non lucratif. Fondés majoritairement par des pratiquants, les clubs de l'époque héroïque sont rarement dirigés par des personnes de plus de 30 ans. Très vite, la moyenne d'âge des dirigeants s'élève pour dépasser allègrement les 60 ans dès avant 1914.
Engagés dans la course aux transferts, aux primes et à la victoire, les clubs voient rapidement croître leurs besoins financiers. Les premières foules entraînent déjà publicité et produits dérivés. Logiquement, ce sont de riches mécènes ou des sociétés désirant assurer leur promotion ou aider un spectacle prisé par ses ouvriers, qui prennent en main le contrôle des clubs. Ce mouvement engagé dès avant la Grande Guerre s'amplifie entre les deux guerres. Autre partenaire important du football, la presse écrite connaît une explosion de titres et une presse spécialisée apparaît, le bi-hebdomadaire Football et sports athlétiques notamment. Le football entre également massivement dans les colonnes de la presse généraliste. Voir : Football et presse écrite en France.
« La paix est faite » titre le quotidien sportif L'Auto du 5 janvier 1913. Suivant l'exemple donné en Angleterre par l'A.F.A. qui trouve un accord avec la toute puissante F.A., l'U.S.F.S.A. rejoint finalement le C.F.I. ; son champion, l'Olympique Lillois, s'adjuge d'ailleurs le Trophée de France au printemps 1914.

### Le football et la Grande Guerre (1914-1918)

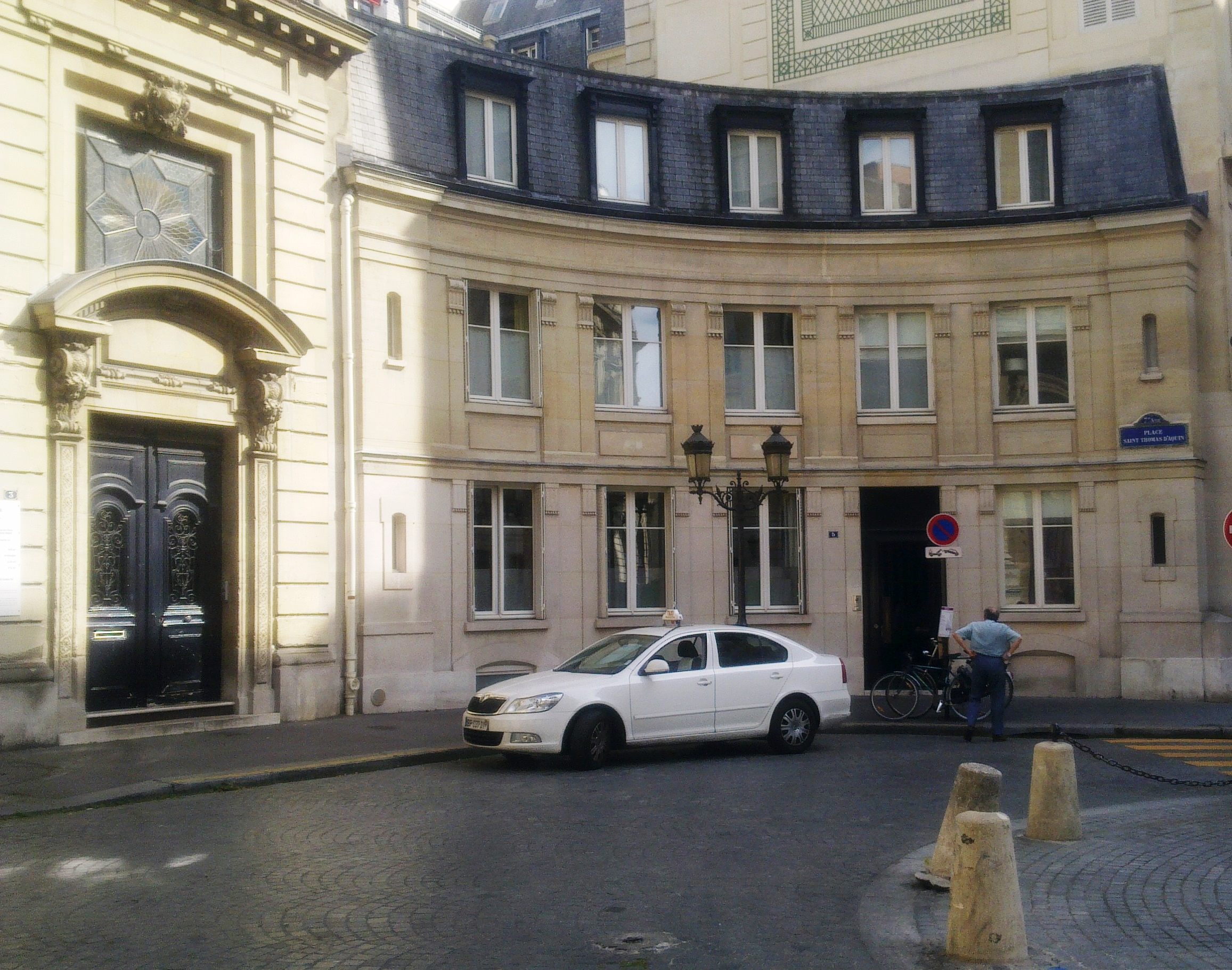
La FFF est créée au siège de la FGSPF, 5 place Saint-Thomas d'Aquin, le 07/04/1919

À cette date, la réunification du football français est effective, mais la Grande Guerre éclate. Près de 200 000 joueurs sont alors licenciés en France pour plus de 2 000 clubs. À l'ouverture du conflit, nombre de clubs cessent leurs activités, leurs joueurs étant partis au front. Les imposants monuments aux morts érigés par les clubs à la mémoire de leurs membres tombés au champ d'honneur témoignent de l'hécatombe d'un pan entier de la jeunesse du pays. Toutefois, quelques compétitions sont tout de même mises en place durant le conflit. Le football est même pratiqué par les poilus sur le front. C'est le passe-temps préféré des combattants, les Britanniques étant d'excellents ambassadeurs. On voit ainsi se multiplier les rencontres (toujours acharnées !) entre différentes unités. Certaines opérations s'effectuent même « balle au pied », les combattants se passant le ballon tout en chargeant les lignes ennemies.
La Grande Guerre marque profondément la France, victorieuse mais exsangue. L'Union sacrée décrétée durant cette période trouve une belle illustration avec la création en 1919 de la Fédération Française de Football Association par réunion des différentes ligues et fédérations gérant le football dans notre pays. La F.F.F. prend la place du C.F.I. à la F.I.F.A. Celle-ci refuse toutefois formellement d'incorporer les femmes, dont les pionnières évoluent principalement sous l'égide du club Femina Sport.
La Coupe de France (ou Coupe Charles Simon, mort au front en 1915), créée en 1917, est alors la seule épreuve à caractère national. C'est la conséquence de l'accord signé entre le C.F.I. et la société Hachette, sponsor de l'épreuve, qui interdit la mise en place d'une autre compétition à caractère national pendant dix ans. S'ouvre alors l'ère des ligues régionales. Côté féminin, le premier Championnat de France de football féminin FSFSF a lieu en 1918.
À noter que le football a une mauvaise image en Angleterre pendant la guerre à cause du refus des clubs professionnels d'arrêter leur championnat. Il y eut donc une saison 1914-1915 en Angleterre, mais pas en France, où tous les clubs, du plus grand au plus petit, cessent leurs activités en 1914. En revanche, la guerre achevée, les plus tenaces partisans français de l'amateurisme ne manqueront d'utiliser l'exemple des footballeurs anglais en 1914 pour étayer leurs théories anti-pro.

### L'âge d'or des ligues régionales; éclosion et critiques du football féminin (1918-1932)

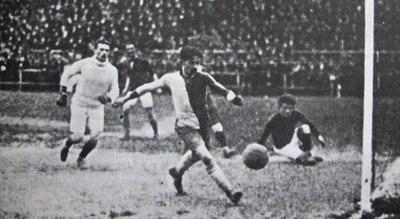
Coupe de France 1920 : Ernest Gravier (à droite) et le Cercle athlétique de Paris remportent la finale face au Havre Athletic Club.

Les Ligues régionales se créent à l'initiative des clubs, souvent sur les ruines des comités régionaux de l'U.S.F.S.A. La Ligue du Nord est la première fondée (1918). En 1921, 18 ligues régionales se partagent le territoire national. Les championnats de Division d'Honneur qu'elles organisent permettent l'émergence de nombreux clubs cultivant les rivalités locales.
Les clubs à caractère corporatif défrayent rapidement la chronique et les clubs « civils » demandent leur retrait des compétitions. La Fédération tranche en interdisant les noms à caractère corpo. Le Club athlétique de la Société générale de Paris devient Club athlétique des sports généraux, par exemple. Toutefois, rien n'interdit à une entreprise ou à un groupe d'entreprises de soutenir un club : Peugeot à Sochaux ou Casino à Saint-Étienne, notamment. Pour les clubs refusant cet abandon d'une partie de leur identité, des compétitions corpo sont mises en place.
La Coupe de France s'affirme, surtout de 1920 à 1932, comme la compétition de référence par excellence. Dès cette période, les grands clubs tentent de limiter le nombre des inscrits afin d'en faire une compétition élitiste. C'est pourtant son caractère ouvert qui fait la grandeur de cette Coupe nationale à la réputation sans égale sur tout le continent. Même les poussives tentatives de mise en place d'un championnat de France à la fin des années 1920 ne font que peu d'ombre à la Coupe Charles Simon. Ce championnat de France opposait pourtant les  champions régionaux mais intéressa peu joueurs et spectateurs. Le champion, c'était alors le vainqueur de la Coupe de France.
L'amateurisme est toujours de rigueur dans les années 1920 et le débat houleux à son sujet. La Ligue de Paris est particulièrement rigide sur ce point et traque l'amateurisme marron. C'est beaucoup moins vrai en province. Ainsi, en 1922, le tenace Frantz Reichel (Racing club de France) prophétise que « le football professionnel anglais périra s'il reste cantonné sur le sol britannique ».
Le Premier match international féminin a lieu le 29 avril 1920, entre une formation anglaise de Preston, les Dick-Kerr's Ladies, et une sélection des meilleures joueuses françaises. Ce match déplace plus de 25 000 spectateurs à Deepdale. L'Angleterre gagne 2-0. Toutefois, la pratique du football en public par les femmes fait l'objet de fortes critiques, notamment par un journaliste de l'Auto qui le juge « intolérable ». D'une façon plus générale, la pratique du sport par les femmes est accusée de nuire à leur santé, et déclenche une peur collective de leur « masculinisation » et de leur émancipation. Victime de ces attaques, le championnat de France de football féminin s'arrête en 1933.

### Le football français découvre le professionnalisme (1932-1939)
Le football français résiste au professionnalisme jusqu'en 1932. Les pères fondateurs du professionnalisme français sont Georges Bayrou, Emmanuel Gambardella et Gabriel Hanot.
Inexorable évolution, l'instauration du professionnalisme entraîne un resserrement de l'élite, nombre de clubs n'étant plus capables de suivre le rythme financier imposé. On s'arrangeait, avant 1932, pour rémunérer discrètement les joueurs ou leur trouver un emploi de complaisance. Avec l'officialisation du professionnalisme, ces pratiques restent l'apanage des clubs amateurs. Le rugby à XV, qui a tardivement admis le professionnalisme, connaîtra à la fin du XXe siècle les mêmes problèmes. Ainsi, plusieurs joueurs de ballon ovale déclaraient récemment qu'ils gagnaient plus sous l'ère amateur que sous le label pro ! C'est cette « transition professionnelle » que connut le football français durant les années 1930, en pleine crise économique. Conséquence de cette situation, certains joueurs évoluent sous des pseudonymes afin de conserver leur emploi. Citons ici l'international Mercier, de son vrai nom Furois ou le juge Adolphe Touffait qui évolue au Stade rennais sous le nom de Delourme de 1933 à 1936.
L'instauration du professionnalisme en janvier 1932 ne modifie pourtant pas le cadre légal des clubs. Seule différence avec les milliers de clubs restés amateurs, les clubs pros sont des associations type 1901 autorisées par la F.F.F.A. à aligner des joueurs rémunérés. On parle de « clubs autorisés ».
Favorisant le resserrement de l'élite, l'instauration du professionnalisme coïncide avec la mise en place d'un championnat à caractère national. Face à l'émergence de ce championnat pro, les ligues régionales perdent de leur prestige, les meilleurs clubs quittant leurs championnats de Division d'Honneur (D.H.). On comprend les réticences de certains dirigeants de ligues tel Jooris à Lille.
Pas moins de 50 clubs présentent leur candidature au statut professionnel. 20 seulement sont sélectionnés. Une première division à deux groupes de dix clubs est alors mise en place (1932-33). Dès la saison suivante, 17 clubs sont admis à rejoindre les pros et une Division 2 est mise sur pied. Une Division 3 voit même le jour en 1936-1937, mais n'est pas reconduite. L'ouverture du football français au professionnalisme a pour conséquence de voir notre football rentrer de plain-pied sur le marché des transferts européens. Les joueurs britanniques, bien sûr, mais aussi ceux originaires d'Europe centrale (Autriche au premier chef) sont nombreux à rejoindre les clubs français désormais professionnels qui comptent ainsi dans leurs rangs quelques-uns des meilleurs joueurs de la planète : citons ici Rodolphe Hiden, André Abegglen et Larbi Benbarek. Ainsi, lors de la première édition du championnat professionnel (1932-33), sur 387 joueurs ayant le statut professionnel, 113 étaient des étrangers (29 %) ; 35 % la saison suivante. Le nombre des étrangers fut rapidement ramené à trois puis à deux (1938) par équipe afin de ne pas compromettre l'émergence de talents du cru.
La presse de l'entre-deux-guerres reste étrangement en retrait vis-à-vis du football, pourtant désormais sport national. L'Auto multiplie ainsi ses unes sur le cyclisme, les courses automobiles et le rugby, négligeant clairement le football. Meilleure illustration de cet état de fait, L'Auto préféra titrer sur le Grand Prix automobile d'Italie au lendemain de la première journée du premier championnat professionnel.
Le média émergeant de l'entre-deux-guerres est la radio. Les rencontres sont couvertes en direct sur les ondes dès les années 1920 et les stations deviennent sponsors d'épreuves ou de clubs. Mais déjà se pose le délicat problème de la concurrence entre radio et affluence. Par ailleurs, la guerre des images déjà en place dès avant la Grande Guerre fait toujours rage. Elle oppose les différentes compagnies d'actualités cinématographiques.
Sur la scène européenne, les clubs français sont considérés comme sérieux. La réputation de clubs comme le Red Star ou le Racing Club de Paris franchit largement les frontières. Arsenal, alors au faîte de sa gloire, accepte l'invitation annuelle des Pingouins du RCP pour disputer un match de charité. Le match Racing-Arsenal devient un classique du calendrier (le plus souvent le 11 novembre, à partir de 1930) et reprend dès la fin de la Seconde Guerre mondiale.
L'entre-deux-guerres marque la fin de la prédominance parisienne sur le football national. En 1924, une équipe de province, l'Olympique de Marseille, arrache la Coupe de France à l'armada des clubs parisiens. En 1932, quatre clubs de la capitale seulement franchissent le pas du professionnalisme. Le Racing répudie le désormais RC Paris tandis que le Stade français se refuse obstinément admettre cette révolution. Le Club Français et l'US Suisse abandonnent rapidement l'élite pro à la suite de la chute vertigineuse de leurs affluences.
Miné par des problèmes financiers inhérents au passage au professionnalisme et à la multiplication des longs déplacements, la guerre fauche le football professionnel alors seulement âgé de 7 ans. Un « effet Coupe du monde » avait même été noté depuis le mondial français de 1938, laissant présager d'un avenir radieux.

### La Seconde Guerre mondiale et ses conséquences (1939-1945)
Pendant la guerre, les compétitions sont maintenues, vaille que vaille, mais le professionnalisme et la pratique par les femmes sont  très mal vus par le régime de Vichy. Dès 1940, MM Borotra et Ybarnegaray demandent la suppression du professionnalisme. En 1941, le football féminin, qui vivotait depuis les critiques du milieu des années 1920 et l'arrêt du championnat de France, est totalement interdit par Vichy. Le commissaire aux Sports, le colonel Pascot, liquide finalement le football professionnel français en 1943. Il crée des équipes régionales, décapitant les clubs pros. La Libération intervient dès la saison suivante et le football français retrouve rapidement un visage plus normal.
Mis à mal pendant la guerre, et très déçu par l'attitude de la FFFA, le football professionnel français se dote d'une structure propre: Le Groupement des Clubs Autorisés, qui voit le jour dès le 27 octobre 1944. Le 23 novembre 1957, le Groupement prend le nom de Ligue Nationale du Football. Le terme de « Groupement » reste toutefois encore largement utilisé jusqu'au cœur des années 1970.
La saison de la Libération est rendue chaotique par la poursuite des combats mais aussi et surtout à cause des très graves dysfonctionnements du système ferroviaire. Aussi, on reprend le modèle de la saison 1942-1943 avec une D1 à deux groupes, un au Nord, l'autre au sud. Les Nordistes attendent le mois de décembre pour commencer la saison dont le calendrier se trouve encore modifié par un hiver rigoureux. Le 17 juin 1945, Rouen et Lyon s'affrontent enfin en finale nationale : les Diables Rouges rouennais s'imposent 4-0. À l'occasion de ces matches de championnat, les clubs ont déposé une pluie de réclamations. Aussi, il est bien délicat de proposer aujourd'hui un classement officiel de cette saison qui tienne compte de tous les points gagnés ou perdus sur tapis vert. À l'entame de la saison suivante, il était encore impossible de dresser un tel classement comme l'indique le guide de la saison de l'hebdomadaire Football qui préfère s'en tenir aux résultats acquis sur le terrain! L'étude de cette saison est d'autant plus compliquée qu'une suspension des journaux sportifs est décrétée par le Ministère de l'Information du 15 avril 1945 au 23 février 1946.
Par convention, on conserve au palmarès des clubs les victoires en Coupe de France de guerre, mais pas les titres de champions! Il est vrai que le championnat de la « drôle de guerre » ne fut jamais achevé, tandis que ceux de 1941, 1942 et 1943 couronnèrent un champion au Nord, un autre au Sud. En 1944, les équipes régionales du régime de Vichy sont à l'œuvre. La confusion de la saison de la Libération et l'impossibilité pour les clubs de l'Est d'y prendre part (combats obligent) expliquent le reclassement de cette compétition comme le dernier des « championnats de guerre ».
La refonte de la Division 1 est le sujet numéro 1 de l'été 1945. Qui repart ? Et à quel titre ? Certains clubs ont fusionné pendant la guerre : Lille et Fives d'une part, les deux Roubaix et Tourcoing d'autre part. Des places se libèrent, d'autant que l'élite passe de 16 à 18 clubs. On se réfère ainsi aux résultats du dernier championnat pour admettre directement en D1 les clubs de Lyon, Bordeaux et Reims. Reims (4e du groupe Nord) est préféré à Clermont (4e du groupe sud) en raison de ses bons résultats durant les saisons de guerre.

### L'après-guerre (1945-1954)
Le championnat qui reprend est dominé par la nouvelle équipe de Lille, le Lille Olympique Sporting Club. Qui réalise le doublé coupe-championnat, le troisième de l'histoire, en battant en finale le Red Star olympique audonien sur le score de quatre buts à deux. C'est contre ce même club que quelques semaines plus tard le club lillois décrochait le titre de champion de France devançant l'AS Saint-Etienne et l'autre club du Nord le CO Roubaix-Tourcoing. Le LOSC domine le football français et remporte sa seconde coupe de France en 1947 face au RC Strasbourg battu sur le score de deux buts à zéro. Puis une troisième en 1948 face au RC Lens sur le score de trois buts à deux et ce malgré la menace de ne pas jouer la rencontre des joueurs lillois si leur prime de victoire n'est pas augmenté. Avec cette triple victoire en Coupe de France le LOSC égalise le Red Star au palmarès qui avait réussi la même performance au début des années 1920. L'exploit des Lillois est d'autant plus remarquable que l'équipe n'aligne que des joueurs français et même exclusivement nordiste à part le normand René Bihel et les gardiens de but Parisiens Georges Hatz en 1946 et Robert Germain en 1947.

### Et la lumière fut (1955-1960)
L'éclairage des stades et le développement du transport aérien permettent la mise en place de nouvelles compétitions internationales (C1, Euro) qui naissent toutes en France. Petit âge d'or du foot français. C'est l'époque de la domination du Stade de Reims sur le championnat de France de football. Emmenée par les Raymond Kopa, Roger Piantoni, Albert Batteux et consorts, l'équipe se hisse en finale de la première édition de la Coupe d'Europe des Clubs Champions en 1956. Elle est battue par le grand Real Madrid d'Alfredo Di Stéfano. En 1958, l'équipe de France termine troisième du mondial 58 en Suède battue en demi-finale par le Brésil de Pelé. Mais elle se trouve un buteur de talent en la personne de Just Fontaine fraichement arrivé au Stade de Reims. Il termine la compétition avec un record de 13 buts inscrits.
En 1959, le Stade de Reims retrouve la finale de la Coupe d'Europe des clubs champions. L'équipe, sans son meneur de jeu Raymond Kopa devenu madrilène, est une nouvelle fois battue par le grand Real Madrid.

### La crise des années 1960 (1961-1969)
Crise économique du foot pro menant à la grande réforme de 1970. Les syndicats des joueurs deviennent incontournables.

### La grande réforme (1970-1981)
Abandon du système de ségrégation entre pros et amateurs. La réforme de 70, les centres de formation, l'explosion du nombre des licenciés, et le passage du foot français dans l'ère moderne (pubs, médias, etc) permettent un retour sportif, d'abord via les clubs (ASSE et Bastia) puis avec l'équipe de France. Depuis le grand Stade de Reims des années 1950, la France n'a plus jamais eu de club capable d'atteindre une finale de Coupe d'Europe. Il faut attendre 1976 et l'épopée des verts de AS Saint-Etienne qui atteignent la finale de la Coupe d'Europe des clubs champions face au Bayern Munich. Emmenés notamment par l'entraineur Robert Herbin, le capitaine Jean-Michel Larqué et celui que l'on va surnommer alors l'Ange Vert, Dominique Rocheteau, ils échouent de peu, battus 1-0. Puis, en 1978, le SEC Bastia atteint la finale de la Coupe de l'UEFA contre le PSV Eindhoven. Mais les pluies diluviennes empêchent le match aller à Bastia de se dérouler normalement. Au retour, aux Pays-Bas, usés, les Bastiais perdent 3-0 contre Eindhoven. Quant à l'équipe de France, il faut attendre 1978 pour voir les bleus participer une nouvelle fois à une compétition internationale. En effet, cela fait 12 ans que la France ne parvient plus à se qualifier pour l'Euro ou la Coupe du monde. Sa dernière participation à un mondial remonte à 1966 en Angleterre. Qualifiée pour le mondial 78 en Argentine, l'équipe de France entraînée par Michel Hidalgo est éliminée au premier tour de la compétition. Mais l'arrivée d'une génération de joueurs talentueux laisse présager d'un bel avenir. Néanmoins, les bleus ne parviennent pas à se qualifier pour l'Euro 1980. Il faut attendre 1981 et le dernier match de qualification contre les Pays-Bas pour voir la France disputer son deuxième mondial consécutif en 1982 en Espagne.
Les joueuses françaises ont été très actives, à la fin des années 1960, pour faire reconnaître l'existence du football féminin. Un an après la reconnaissance fédérale, qui a finalement lieu en 1970, l'équipe nationale prend part à la deuxième édition de la Coupe du monde, encore non officielle, organisée au Mexique. Jusqu'au début des années 1980, les footballeuses du Stade de Reims constituent la meilleure formation du pays. Lors de la Coupe Chunghua (en), tournoi mondial disputé du 8 au 23 octobre 1978 à Taïwan, c'est l'équipe rémoise au grand complet qui représente le football féminin français. Les joueuses du Stade enlèvent le titre à égalité parfaite avec les Finlandaises d'Helsinki, phase finale en poule sans finale oblige.

### Les premiers succès (1982-1995)
Emmenée dès 1976 par des joueurs comme Marius Trésor et surtout la "génération 1955" alors montante (Michel Platini, Dominique Rocheteau ou encore Maxime Bossis) rejoints dès 1981 par d'autres très grands footballeurs comme Jean Tigana ou Alain Giresse, l'équipe de France atteint les demi-finales de mondial 1982, ce qui n'était plus arrivé depuis 1958. Mais, battue aux tirs au but par la RFA au terme d'un match épique, les bleus terminent finalement quatrième de la compétition avec le sentiment d'être passés tout près de l'exploit. Mais ce n'est que partie remise. Deux ans plus tard, la France organise l'Euro 84. Qualifiée d'office, l'équipe de France remporte la compétition et amène au football français son premier trophée international. La même année, la France est sacrée championne olympique de football lors des JO de Los Angeles. Qualifiée pour la coupe du monde 1986 au Mexique, les bleus arrivent avec le statut de favoris et un nouveau sélectionneur en la personne d'Henri Michel. Après avoir éliminé l'Italie championne du Monde en titre en huitième de finale, la France rencontre au tour suivant la grande équipe du Brésil. Au terme d'un match d'anthologie, l'équipe de France se qualifie pour sa deuxième demi-finale consécutive. Finalement éliminée par la RFA, les bleus termineront troisièmes de la compétition comme leurs aînés de 1958. C'est la fin d'une génération de talents mais aussi le début d'une longue traversée du désert pour l'équipe de France. Championne d'Europe en titre, la France ne parvient pas à se qualifier pour l'Euro 88 et la mauvaise entame des matchs de qualification pour le mondial 90 pousse Henri Michel vers la sortie. Michel Platini est alors choisi pour prendre les rênes de l'équipe de France. Mais cela n'empêche pas les bleus d'être absents pour la coupe du monde 1990 en Italie. En 1992, la France se qualifie haut la main pour l'Euro en Suède. Mais, pourtant favoris et emmenés par des joueurs de talent tels que Jean-Pierre Papin, Éric Cantona, Basile Boli, Laurent Blanc ou encore Didier Deschamps, les bleus sont éliminés dès le premier tour avec deux matchs nuls, une défaite et seulement un but inscrit. Michel Platini décide de démissionner et de laisser la place à son adjoint Gérard Houllier. L'équipe de France joue alors sa qualification pour la coupe du monde 94 aux États-Unis. Après des matchs de qualification sans véritable embûche, les bleus affrontent lors de leur avant-dernier match Israël. Il ne manque alors à l'équipe de France qu'un seul petit point pour assurer sa qualification. Mais une défaite 3-2 au Parc des Princes retarde l'échéance. Tout se joue lors de l'ultime rencontre face à la Bulgarie le 17 novembre 1993. Qualifiée pendant toute la durée du match, l'équipe de France est battue à l'ultime seconde sur un but d'Emil Kostadinov privant les bleus d'une deuxième coupe du monde consécutive. Cette non-qualification sonne le glas pour nombre de joueurs mais aussi nombre de dirigeants de la Fédération ainsi que le sélectionneur en place Gérard Houllier.
Sur la scène européenne, les clubs français commencent à jouer les premiers rôles. La réussite des clubs français au cours de cette décennie est due à plusieurs facteurs. Le premier, c'est le résultat d'une politique de formation qui finit par porter ses fruits. De nombreux joueurs de talent sortent des centres de formation dont les plus réputés sont l'AJ Auxerre et le FC Nantes. Le deuxième facteur, c'est l'arrivée à la tête de plusieurs clubs de présidents charismatiques comme Claude Bez à Bordeaux et Bernard Tapie à Marseille qui n'hésitent pas à injecter de l'argent pour s'assurer les services de joueurs de renom. Des groupes industriels prennent aussi le contrôle de plusieurs clubs. Canal+ au PSG et Matra au Racing Club de France. De plus en plus de joueurs étrangers viennent jouer dans le championnat de France. Les grands joueurs français ainsi que les jeunes talents en devenir restent jouer en France. Le niveau du championnat s'améliore considérablement et les résultats se font vite sentir sur le plan européen. Les équipes françaises engagées dans les diverses compétitions européennes font souvent partie du dernier carré. Elles vont même jusqu'à battre de grands clubs européens. Mais la France attend toujours sa première victoire en coupe d'Europe. En 1991, l'Olympique de Marseille atteint la finale de la coupe d'Europe des clubs champion après avoir éliminé le grand Milan AC en quart de finale. Pourtant favoris, les marseillais perdent aux tirs au but face à l'Étoile Rouge de Belgrade. L'année suivante, c'est au tour de l'AS Monaco de disputer une finale européenne. La Coupe d'Europe des vainqueurs de coupe 1992. Mais Les Monégasques perdent leur finale face au Werder de Brême. L'année suivante, l'Olympique de Marseille dispute de nouveau la coupe d'Europe des clubs champions dorénavant appelée Ligue des champions. Les Marseillais atteignent pour la seconde fois de leur histoire la finale, mais cette fois face à l'AC Milan. Ils remportent le match et offrent à la France son premier trophée européen après 38 ans d'attente. Mais cette réussite des clubs français trouve très vite ses limites. De nombreux clubs vivent largement au-dessus de leurs moyens. En 1984 est créée la DNCG chargée de surveiller les comptes des clubs professionnels. Elle n'hésite pas à rétrograder en division inférieure des clubs se trouvant en grande difficulté financière. De grands clubs du championnat comme Bordeaux et Marseille vont connaitre chacun leur tour cette triste expérience. La corruption gangrène de plus en plus le football français. En 1993 éclate l'Affaire VA-OM concernant un match de championnat où certains joueurs valenciennois ont été achetés par la direction marseillaise pour lever le pied lors du match et ainsi préserver les joueurs de l'OM. Cette affaire va entraîner la chute de Bernard Tapie ainsi que celle du club phare du début de la décennie, l'Olympique de Marseille.

### Les heures de gloire (1996-2000)
Après la déception de la non-qualification au mondial 1994 américain et une décennie de mauvais résultats, l'équipe de France voit arriver à sa tête un nouveau sélectionneur du nom d'Aimé Jacquet. Il battit une équipe de France autour de joueurs d'expérience tels que Laurent Blanc, Didier Deschamps, Emmanuel Petit ou encore Marcel Desailly et introduit une forte dose de jeunes joueurs de talent tels que Youri Djorkaeff, Bixente Lizarazu, Zinédine Zidane, Fabien Barthez ou encore Christophe Dugarry. Il n'hésite pas à se séparer de grands joueurs tels que Éric Cantona, Jean-Pierre Papin et David Ginola. Le renouveau de l'équipe de France est en marche et les bleus parviennent à se qualifier pour l'Euro 96 en Angleterre. Ils seront battus en demi-finale par la République tchèque après une séance de tirs au but. Néanmoins, cette compétition permet à Aimé Jacquet de poser les bases d'une nouvelle équipe enfin compétitive et de préparer la prochaine compétition, la coupe du monde 98 en France. Qualifiée d'office en tant que pays organisateur, l'équipe de France participe à la phase finale du mondial 98 après 12 ans de disette et avoir échoué par deux fois au stade des qualifications pour les coupes du monde 1990 et 1994. Emmenée par une génération de joueurs talentueux évoluant pour la quasi-totalité dans les plus grands championnats européens, l'équipe de France remporte sa première coupe du monde le 12 juillet 1998 face au tenant du titre, le Brésil de Ronaldo. À la suite de cette victoire historique pour le football français, Aimé Jacquet cède sa place à son adjoint Roger Lemerre. Forte de son succès lors du mondial 1998, l'équipe de France poursuit sur sa lancée en remportant l'Euro 2000 organisé par la Belgique et les Pays-Bas. L'équipe est alors au sommet de son art avec comme chef d'orchestre un joueur hors normes en la personne de Zinédine Zidane. Mais, c'est aussi la fin de l'aventure pour le capitaine des bleus Didier Deschamps ainsi que pour Laurent Blanc qui décident au même moment de mettre un terme à leur carrière internationale.
En 1996, deux clubs français se hissent jusqu'en finale d'une coupe européenne. Le Paris Saint-Germain en Coupe d'Europe des vainqueurs de coupe et les Girondins de Bordeaux en Coupe de l'UEFA. Les premiers remportent leur match et offrent à la France son deuxième trophée européen en l'espace de 3 ans. Les seconds, quant à eux, sont sévèrement battus par le grand Bayern de Munich. Mais, la fin des années 1990 voit un recul de la compétitivité des clubs français sur le plan européen. Après une décennie de très bons résultats, les clubs français ont en cette fin de millénaire de plus en plus de mal à faire jeu égal avec les autres clubs européens. L'Arrêt Bosman rendu en 1995 par l'Union européenne et mit en application en 1996 entraîne l'exil des plus grands joueurs français vers les championnats étrangers beaucoup plus rémunérateurs. Néanmoins, en 1997, le PSG atteint une nouvelle fois la finale de la Coupe d'Europe des vainqueurs de coupe, mais la perd cette fois-ci sur le score de 1-0 face au FC Barcelone de Ronaldo. Puis, en 1999, l'Olympique de Marseille, alors de retour au premier plan, parvient à se hisser jusqu'en finale de la Coupe de l'UEFA. L'arrivée d'un nouvel actionnaire en la personne de Robert Louis-Dreyfus permet au club d'engager des joueurs de niveau international. Mais ceci n'empêche pas l'OM de perdre son match face aux Italiens de l'AC Parma.

### Déclin des années 2000 (2001-2012)
Championne du monde en titre après la coupe du monde de 1998, l'équipe de France est éliminée dès le premier tour du mondial 2002 après un match nul et deux défaites. Roger Lemerre est alors remplacé par Jacques Santini. 
Deux ans plus tard, les bleus sont éliminés au stade des quarts de finale de l'Euro 2004 par le futur vainqueur de la compétition, la Grèce. Cette élimination sonne le glas de cette génération dorée. Après Didier Deschamps et Laurent Blanc quatre ans plus tôt, c'est au tour d'autres joueurs de mettre un terme à leur carrière internationale parmi lesquels le meneur de jeu Zinédine Zidane. 
Un nouveau sélectionneur, Raymond Domenech arrive à la tête des bleus. Son premier objectif est la qualification de l'équipe de France pour le mondial 2006 en Allemagne. Mais, après des débuts difficiles certains joueurs décident en 2005 de sortir de leur retraite afin d'aider l'équipe à se qualifier. C'est ainsi que l'on voit revenir en équipe de France Zinédine Zidane, Lilian Thuram et Claude Makélélé. Qualifiés pour le mondial 2006, les bleus atteignent la finale de la compétition après avoir éliminé respectivement l'Espagne, le Brésil et le Portugal. Le 9 juillet 2006, la France perd la finale contre l'Italie, à la suite des tirs au but. L'Italie remporte alors son quatrième titre mondial. L'expulsion de Zinédine Zidane à la suite d'un coup de tête au thorax sur le défenseur italien Marco Materazzi est un moment marquant de ce match de finale en coupe du monde. 
En 2008, l'équipe de France se qualifie pour l'Euro 2008. Vice championne du monde en titre, elle est éliminée dès le premier tour. 
En 2010, l'équipe de France se qualifie pour la coupe du monde en Afrique du Sud après un dernier match de barrage face à l'Eire et un but de William Gallas. Éliminée dès le premier tour, l'équipe de France aura surtout marqué les esprits par l'affaire du bus de Knysna et le comportement de ses joueurs. Tout comme la non-qualification pour le mondial 1994, l'affaire de Knysna sonne le glas pour plusieurs joueurs, dirigeants et le sélectionneur Raymond Domenech. L'arrivée à la tête de la fédération de Noël Le Graët ainsi que de Laurent Blanc en tant que sélectionneur laisse présager du renouveau de l'équipe de France. 
Qualifiée pour l'Euro 2012, l'équipe de France est éliminée au stade des quarts de finale par le tenant du titre et futur vainqueur, l'Espagne. Mais, encore une fois, lors de cette compétition, le comportement des joueurs tant sur le terrain qu'en dehors du terrain est vivement remis en cause. À la suite de cette contre-performance, Laurent Blanc décide de démissionner laissant sa place à un autre ancien joueur de l'équipe de France de 1998, Didier Deschamps.
Le championnat de France de première division, renommé en 2002 Ligue 1, voit l'hégémonie de l'Olympique lyonnais de Jean-Michel Aulas, qui va y régner sans partage sept années de suite entre 2002 et 2008. C'est le seul club à pouvoir prétendre rivaliser avec les grosses cylindrées européennes. Mais la tâche est trop dure et sur 12 participations consécutives à la Ligue des champions, le club n'arrivera à atteindre qu'une seule fois les demi-finales. Au contraire, ce sont deux autres équipes du championnat qui en 2004 atteignent respectivement la finale de la Ligue des champions et de la Ligue Europa : Monaco et Marseille. Mais les deux équipes seront sévèrement battues. Depuis ces deux finales malheureuses, les équipes françaises ont de plus en plus de difficulté à être performantes sur le plan européen. Ceci se confirme avec le classement UEFA des différents championnats. Après avoir longtemps fait partie des 5 plus grands championnats Européens, la France a reculé d'une place au profit du Portugal en 2012.

### L'équipe de France et le Paris Saint-Germain en étendard (depuis 2012)
Avec l'arrivée du Qatar au Paris Saint-Germain, l'indice UEFA remonte et la France redevient 5e au classement UEFA. En 2016, la France atteint la finale de l'Euro à domicile, avant de remporter la Coupe du Monde 2018. L'Equipe de France retrouve donc ses heures de gloire mais en revanche, les clubs français ont du mal à rivaliser avec les clubs anglais, espagnols, allemands et italiens. Pour établir un classement des clubs en France il a été attribué des points par compétition remportée. Les points ont été attribués comme suit: 50 points pour la ligue des champions (C1), 30 points pour la coupe d'Europe des vainqueurs de coupe (C2), 20 points pour l'Europa Ligue (C3), 10 points pour le championnat de France, 8 points pour la coupe de France, 5 points coupe de la Ligue et 2 points pour le trophée des champions. La PSG arrive en tête de ce classement suivi de l'OM et de l'ASSE.

## Terrains

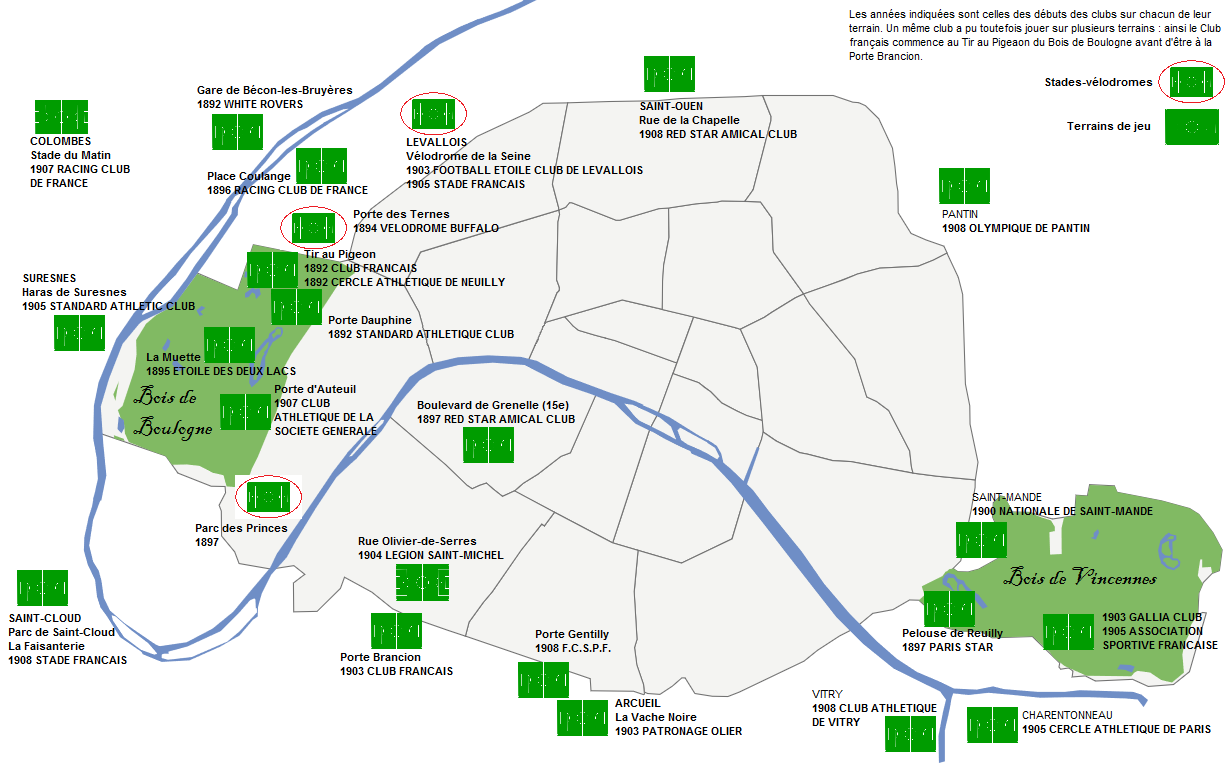
Les premiers clubs de football à Paris et leurs terrains

## Équipement

### Tenues
Le 15 juillet 1893, des règles du football association sont publiées dans Les Sports athlétiques, l'hebdomadaire officiel de l'USFSA, et des instructions sont données en ce qui concerne la tenue des joueurs. Chaque concurrent doit porter un vêtement le couvrant au moins des épaules aux genoux et les équipes doivent être uniformément vêtues aux couleurs de leurs sociétés respectives.